# Hanumangarh (distrikt)
Hanumangarh är ett distrikt i den indiska delstaten Rajasthan. Den administrativa huvudorten är staden Hanumangarh. Distriktets befolkningen uppgick till 1 518 005 invånare vid folkräkningen 2001, på en yta av 12 650 km². Distriktet bildades i mitten av 1994, från att tidigare utgjort en del av distriktet Sri Ganganagar.

## Administrativ indelning
Distriktet är indelat i sju tehsil, en kommunliknande administrativ enhet:
- Bhadra
- Hanumangarh
- Nohar
- Pilibanga
- Rawatsar
- Sangaria
- Tibi

## Urbanisering
Distriktets urbaniseringsgrad uppgick till 20,00 % vid folkräkningen 2001. Den största staden är huvudorten Hanumangarh. Ytterligare fem samhällen har urban status:
- Bhadra, Nohar, Pilibanga, Rawatsar, Sangaria